# Ocell del paradís becblanc
L'ocell del paradís becblanc (Drepanornis bruijnii) és un ocell de la família dels paradiseids (Paradiseidae).

## Hàbitat i distribució
Habita boscos propers als rius de les terres baixes del nord de Nova Guinea central.